# روبرت أسبرين
روبرت أسبرين (بالإنجليزية: Robert Asprin)‏‏ (28 يونيو 1946 في سانت جونز - 22 مايو 2008 في نيو أورلينز) روائي، وكاتب، وكاتب خيال علمي من الولايات المتحدة.

## الجوائز
- جائزة إنكبوت

## روابط خارجية
- روبرت أسبرين على موقع إن إن دي بي (الإنجليزية)